# Ilka Neuenhaus

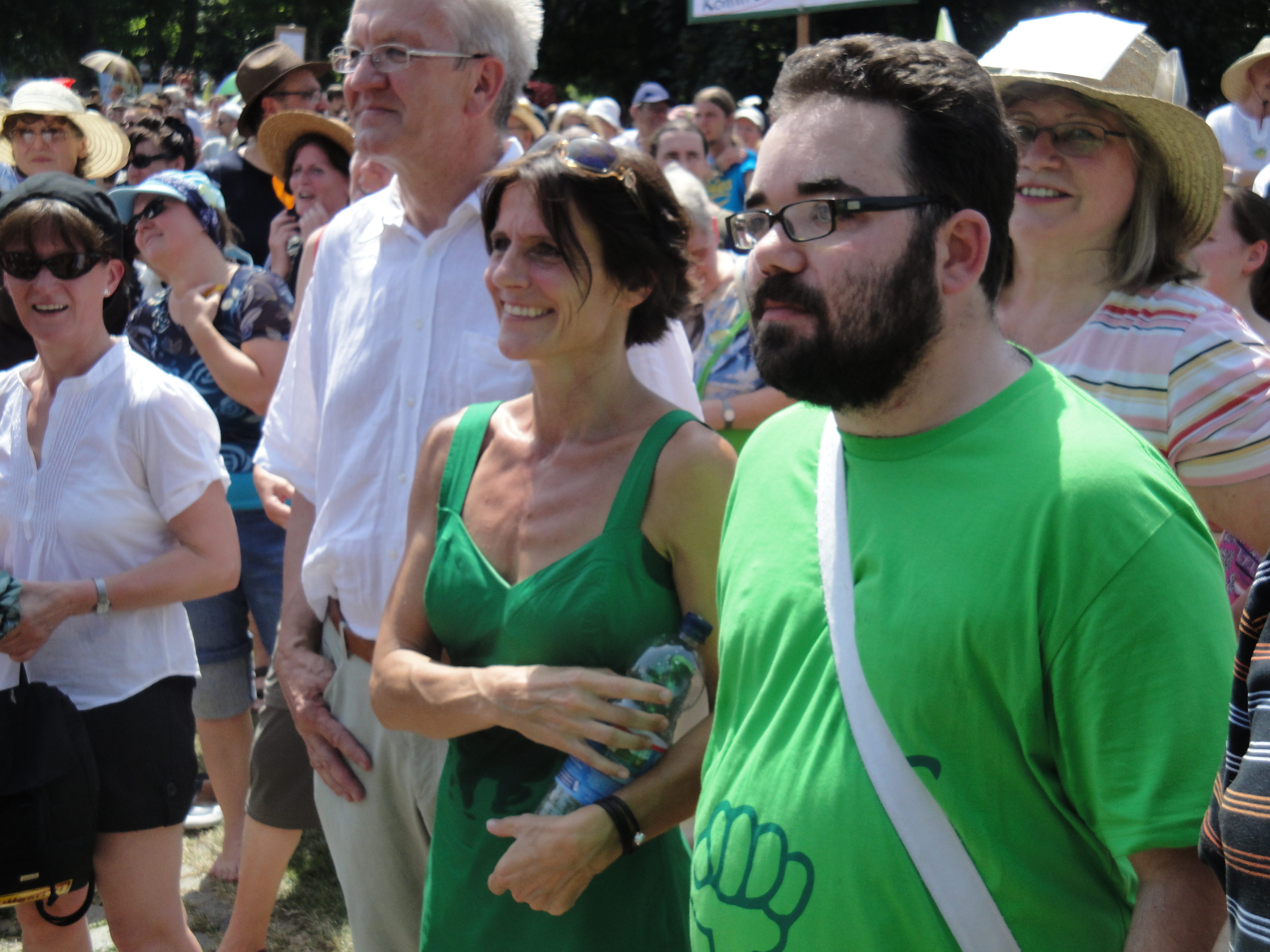
Ilka Neuenhaus (Mitte) mit Winfried Kretschmann und dem Landesvorsitzenden Chris Kühn bei einer Kundgebung gegen Stuttgart 21 im Juli 2010

Ilka Neuenhaus (* 2. Mai 1964 in Tönisvorst in Nordrhein-Westfalen) ist eine deutsche Juristin und Politikerin (Bündnis 90/Die Grünen). Sie war von 2007 bis 2011 Abgeordnete im Landtag von Baden-Württemberg und vertrat dort den Wahlkreis Tübingen.

## Biografie
Nach dem Realschulabschluss absolvierte Ilka Neuenhaus eine Ausbildung zur Rechtsanwaltsgehilfin. Es folgte ein einjähriger Auslandsaufenthalt in den USA. Nachdem sie ihr Abitur auf dem zweiten Bildungsweg bestanden hatte, studierte Ilka Neuenhaus in Tübingen Jura. Hier lebt sie seit 1988 mit ihrer Familie. Ilka Neuenhaus ist verheiratet und hat zwei Söhne. Sie arbeitet nach einem zusätzlichen FH-Studium als freiberufliche Diplom-Mediatorin.
Sie war zudem Geschäftsführerin der Grünen in Tübingen, für die sie von 2004 bis 2009 im Gemeinderat und von 2009 bis 2012  im Tübinger Kreistag saß.
Am 26. Mai 2007 trat sie als Nachfolgerin für Boris Palmer, der zum Oberbürgermeister von Tübingen gewählt wurde, in den Landtag von Baden-Württemberg ein. In der Fraktion von Bündnis 90/Die Grünen war sie für die Bereiche Sport, Integration und Petitionen zuständig. Bei der Landtagswahl 2011 trat sie nicht wieder an, sondern machte sich als Mediatorin selbständig.